# 김인승 (화가)
김인승(金仁承, 일본식 이름: 金城仁承가나기 진쇼, 1910년 1월 19일~2001년 6월 20일)은 대한민국의 서양화가이고 호는 지연(智淵)이며 본관은 설성이다.

## 생애
김인승은 경기도 개성의 지주 집안에서 출생하여 지난날 한때 일제 강점기 경성부 종로방 명륜정(지금의 대한민국 서울특별시 종로구 명륜동)에서 잠시 유아기를 보낸 적이 있다. 그는 6남매 중 장남이었는데, 바로 밑의 동생이 조각가 김경승이다. 김인승과 김경승 형제는 어릴 때부터 미술에 재능을 보였다.
김인승이 먼저 1932년 도쿄로 유학하여, 도쿄 미술학교에 입학하여 유화를 전공했다. 1937년 학교를 졸업하고 그해 조선미술전람회에서 〈나부(裸婦)〉로 최고상을 수상했다. 초기의 작품 경향은 데뷔작 《나부》와 같이 사실적인 여성 인물화 위주였다.
김인승이 작품 활동을 시작하던 무렵은 일제가 중국을 침략하면서 1945년 태평양 전쟁 종전까지 8년간 전쟁을 치르던 기간이었다. 그 영향으로 그의 인물화에도 정치색이 짙게 깔리게 되었다. 이 기간 중 김인승은 〈간호병〉(1944), 〈조선징병제실시기념화〉(1943) 등 친일 작품들을 남겼다. 수채화인 〈간호병〉은 조선식산은행 사보인 《회심》(會心)의 속표지화로, 군복 차림의 일본군 간호병을 묘사하고 있다. 〈조선징병제실시기념화〉는 친일 미술인 모임인 단광회에서 집단 제작한 대작이며, 전쟁 지원을 노골적으로 부추기는 대표적인 친일 미술 작품이다.
1940년 일본 문부성이 주최한 '황기 2600년 봉축기념전'에서 입선하였고, 몸은 비록 후방에 있지만 미술로서 전쟁을 지원해야 한다는 취지에서 열린 시국 전람회 반도총후미술전람회에 추천 작가로도 이름을 올렸다. 김기창, 심형구, 장우성 등이 반도총후미술전의 추천 작가들이다. 그는 이들중 심형구와는 도쿄미술학교 시절부터 아주 가까운 사이였다.
동생 김경승과 함께 조선총독부가 조직한 어용 친일 단체로 당시 총독부 학무국 사회교육과장인 계광순이 이사장을 맡은 조선미술가협회 간부를 지내기도 했다. 그는 서양화부 평의원이었고, 김경승은 조각부의 평의원을 맡았다. 이 단체는 다른 분야 친일 예술 단체와 함께 국민총력조선연맹 산하로 들어가 전람회 수익금을 국방헌금으로 바치는 일도 하였다.
특히 김인승은 일제강점기 동안 작품에 자신의 이름을 표기할 때 일본식 독음에 따라 'Jinsho, Kin'이라고 적었고, 연도는 황기로 적어넣는 등 자발적인 친일을 했다는 주장이 있다.
이와 같은 경력으로 광복 후에 적극적인 친일 미술인으로 꼽힌 김인승은 조선미술건설본부 창설 때 배제되는 등 잠시 활동에 제약을 받았으나, 친일 청산 문제가 흐지부지되면서 1947년 이화여자대학교 미술대학의 교수로 임용되어 이후 학장을 지냈고, 대한민국예술원 회원, 대한민국미술전람회 추천 작가 및 심사위원, 한국미술협회 이사장, 국제조형예술협의회 한국위원장 등으로 한국 화단의 대부로 활동했다. 특히 서양화의 구상 계열에서 그의 영향력은 컸다.
1968년에 3·1문화상을 수여받았고, 1974년 이후로는 미국으로 이주해 활동했다. 말년에는 〈들장미〉(1964), 〈장미〉(1973), 〈백장미〉(1985) 등 장미와 모란을 주로 그렸다. '장미의 화가'라는 별칭은 이같은 후기 작품 경향에서 얻어진 것이다.
2008년 민족문제연구소가 정리한 민족문제연구소의 친일인명사전 수록예정자 명단 중 미술 분야에 선정되었으며 2009년 친일반민족행위진상규명위원회가 발표한 친일반민족행위 705인 명단에도 포함되었다.
1963년 정부로부터 문화포장을 받았고 1965년에는 대한민국 예술원상, 서울특별시 문화상, 3·1 문화상을 수상하고, 1969년에는 대한민국 문화훈장 동백장을 받았다.

## 같이 보기
- 조선미술가협회
- 단광회
- 한국미술협회
- 김경승